# Phaeochlaena hazara
Phaeochlaena hazara är en fjärilsart som beskrevs av Butler 1871. Phaeochlaena hazara ingår i släktet Phaeochlaena och familjen tandspinnare. Inga underarter finns listade i Catalogue of Life.